# Кушелово
Кушелово — деревня в Лотошинском районе Московской области России.
Относится к Ошейкинскому сельскому поселению, до реформы 2006 года относилась к Ошейкинскому сельскому округу. По данным Всероссийской переписи 2010 года численность постоянного населения деревни составила 32 человека (15 мужчин, 17 женщин).

## География
Расположена на берегу реки Сестры, впадающей в Большую Сестру, примерно в 19 км к востоку от районного центра — посёлка городского типа Лотошино, в окружении прудов Лотошинского рыбкомбината. В деревне 3 улицы. Ближайшие населённые пункты — деревни Телешово, Бородино и посёлок Большая Сестра.

## Исторические сведения
До 19 марта 1919 года входила в состав Покровской волости Клинского уезда Московской губернии, после чего была включена в состав Ошейкинской волости Волоколамского уезда.
По сведениям 1859 года в деревне было 49 дворов и проживало 519 человек (250 мужчин и 269 женщин), по данным на 1890 год в деревне было земское училище, число душ составляло 602 человека.
В материалах Всесоюзной переписи населения 1926 года фигурирует село Кушелово, в котором проживало 196 человек, насчитывалось 40 крестьянских хозяйств, имелась школа, располагался сельсовет, а также сёла Кушелово Северное и Кушелово Южное Кушеловского сельсовета с числом жителей — 232 и 383, количеством хозяйств — 46 и 79 соответственно.

## Население
| 1852 | 1859 | 1926 | 2002 | 2006 | 2010 |
| ---- | ---- | ---- | ---- | ---- | ---- |
| 467  | ↗519 | ↗811 | ↘36  | ↘26  | ↗32  |